# تیمورلنگی
تیمورلنگی بِه‌گوش (به انگلیسی: Timurlengia euotica) یک سرده منقرض شده از دایناسورهای گوشت‌خوار بودند که در اواسط دوره زمین‌شناسی کرتاسه، یعنی حدود ۹۰ میلیون سال پیش زیست می‌کردند.
فُسیل‌های تیمورلنگی بِه‌گوش در بیابان قزل‌قوم ازبکستان یافت شده‌است و از همین روی، نام این دایناسور را با اقتباس از نام تیمور لنگ، تیمورلنگیا یا تیمورلنگی نامیده‌اند.
تیمورلنگی بِه‌گوش قرابت زیادی با تیرانوسور دارد، اما بسیار کوچکتر است و جُثه‌اش تقریباً به‌اندازه یک اسب بوده است.